# Chapoda peckhami
Chapoda peckhami is een spinnensoort in de taxonomische indeling van de springspinnen (Salticidae).
Het dier behoort tot het geslacht Chapoda. De wetenschappelijke naam van de soort werd voor het eerst geldig gepubliceerd in 1929 door Nathan Banks.